# Willem Aantjes
Willem Aantjes, né le 16 janvier 1923 à Bleskensgraaf et mort le 22 octobre 2015 (92 ans) à Utrecht, est un homme politique néerlandais connu pour avoir été président du Parti antirévolutionnaire et de l’Appel chrétien-démocrate.

## Distinctions
- Chevalier de l'ordre du Lion néerlandais (1970)